# Félix Darsy
Le père Félix Marie Dominique Darsy (5 mars 1907 – 3 septembre 1967) est un religieux dominicain français et archéologue. Il a été chargé des questions culturelles à l'Ambassade de France près le Saint-Siège de 1945 à sa mort.

## Carrière scientifique
Les travaux d’archéologie du père Darsy ont porté notamment sur la zone de l’Aventin et l’église Sainte-Sabine.
Dans les années 1950, il se lie au Pontificio Istituto di Archeologia Cristiana (it). De 1957 à 1967, il y enseigne l’Archéologie chrétienne générale et l’Influence de l’art chrétien dans l’histoire de l’art. Il enseigne également la topographie chrétienne et est l’un des pionniers en la matière. Ce n’est pourtant qu’en 1962 qu’il en devient membre correspondant et en 1964 qu’il en est nommé membre effectif.
De 1961 à sa mort, il est recteur du Pontificio Istituto.

## Fonctions diplomatiques
Lorsque Jacques Maritain redonne vie à l’ambassade de France près le Saint-Siège après la parenthèse vichyste, le père Darsy est son collaborateur en tant que chargé des questions culturelles.
Lorsque le Centre d’études Saint-Louis de France (actuel Institut français - Centre Saint-Louis) est créé en 1945, il en est également le premier directeur. Il occupe cette charge jusqu’à sa mort. Il joue un rôle-clef dans le rayonnement de cette institution auprès de la Rome ecclésiastique, en organisant de nombreux colloques et conférences.

## Publications
- Bibliografia dell'antichità cristiana, Rome, Pontificio istituto di archeologia cristiana, 1961.
- Santa Sabina dans Chiese di Roma illustrate, vol. 63, Rome, Edizioni Roma, 1961.
- Recherches archéologiques à Sainte-Sabine sur l'Aventin :  géologie, topographie, sanctuaires archaïques, culte isiaque, ensemble architectural paléochrétien, Pontificio istituto di archeologia cristiana, coll. « Monumenti dell'antichità cristiana », 1968 (lire en ligne)..